# Рыба-казуар
Рыба-казуар, или львиноголовая цихлида (лат. Steatocranus casuarius) — пресноводная рыба семейства цихловых.

## Описание
Длина тела составляет 10-15 см. У самца развивается значительный шишкообразный жировой нарост на лбу, который с возрастом придаёт ему импозантный вид. Самка меньше и имеет меньший нарост.

## Распространение
Рыба-казуар обитает во впадине Конго (в нижнем течении Конго, заводи Малебо). Он живёт как в быстротекущих реках, так и в спокойных зонах речных порогов в пещерах и жёстких растениях. Из-за условий местообитания плавательный пузырь рыбы регрессировал, чем объясняется её резкий способ плавания.
Это всеядная рыба. Живёт моногамно. Откладывает икру в пещерах. Продолжительность жизни в неволе может достигать 12 лет.

## Содержание
Рыбе необходима немного кислая, с сильным течением и богатая кислородом вода. Немного щелочная вода, pH до 8,0, также подходит для её хорошего самочувствия. Температура должна составлять от 25 до 28° C.
Рыбы-казуары — мирные рыбы и без труда уживаются с более мелкими соседями, даже гуппи могут спокойно плавать в их компании. Но свою нору будут отстаивать и у посягателей на чужое жильё вполне могут появиться покусы на мордах.
Рыбы любят копать грунт, но в основном под укрытиями, постоянно изменяя и улучшая интерьер жилища. В аквариуме можно посадить растения с хорошей корневой системой, сами растения рыбы не повреждают.
Впервые в СССР рыбы-казуары были завезены в 1971 году. С тех пор они прижились там в аквариумах, но на данный момент[когда?] популяция их не особо велика. Это объясняется весьма скромной окраской рыб и привычкой вести скрытный образ жизни. Они очень пугливы и не любят шума, толкотни и резких движений около аквариума. Чтобы уменьшить стресс, можно притенить аквариум, пустив на поверхность воды плавающие растения.
Рыбы-казуары едят абсолютно любые сухие корма. С осторожностью стоит их кормить трубочником, впрочем, как и всех африканских цихлид. Трубочник может быть некачественным или плохо выдержанным, и тогда рыбы могут заболеть и погибнуть. Стеатокранусы очень прожорливы, не нужно их перекармливать.
Хотя рыба-казуар — мирный вид, доминантный самец, как и многие из цихловых, будет агрессивно относится к другим самцам своего вида. Это стоит учитывать и обеспечить рыб максимальным количеством укрытий. А также держать в аквариуме либо одного самца, либо несколько, больше двух.
Размножаются в аквариумных условиях рыбы-казуары без проблем. Они очень заботливые родители, икру и мальков охраняют обе рыбки. Икры у них немного, в среднем от 40 до 100 ( у очень крупных самок). Если корма достаточно, молодь хорошо развивается и быстро растёт.